# 卡維山
卡維山是印度尼西亞的火山，位於爪哇島東爪哇省，是一座大型複式火山，海拔2,551米（8,369英呎），毗鄰另一座火山布德格山，至今沒有火山爆發的紀錄。